# U-289
Unterseeboot 289 foi um submarino alemão do Tipo VIIC, pertencente a Kriegsmarine que atuou durante a Segunda Guerra Mundial.

## Comandantes
| Comandante               | Data                                     |
| ------------------------ | ---------------------------------------- |
| Kptlt. Alexander Hellwig | 10 de julho de 1943 - 31 de maio de 1944 |

## Subordinação
Durante o seu tempo de serviço, esteve subordinado às seguintes flotilhas:
| Período                                   | Flotilha                                  |
| ----------------------------------------- | ----------------------------------------- |
| 10 de julho de 1943 - 31 de março de 1944 | 8. Unterseebootsflottille (treinamento)   |
| 1 de abril de 1944 - 1 de maio de 1944    | 3. Unterseebootsflottille (serviço ativo) |
| 1 de maio de 1944 - 31 de maio de 1944 1  | 3. Unterseebootsflottille (serviço ativo) |